# Wilkowo (Węgorzewo)
Wilkowo (deutsch Wilkowen, 1938 bis 1945 Geroldswalde) ist ein Ort in der polnischen Woiwodschaft Ermland-Masuren und gehört zur Stadt- und Landgemeinde Węgorzewo (Angerburg) im Powiat Węgorzewski.

## Geographische Lage
Wilkowo liegt südlich der einstigen Bahnstrecke Gumbinnen–Angerburg im Nordosten der Woiwodschaft Ermland-Masuren. Die Kreisstadt Węgorzewo (Angerburg) liegt fünf Kilometer weiter südlich.

## Geschichte
Das damals Gerolmeßwolle, vor 1785 auch Wilkenwohl und bis 1938 Wilkowen genannte kleine Dorf erfuhr im Jahre 1537 seine Gründung. In den Jahren 1874 bis 1945 war es dem Amtsbezirk Paulswalde (polnisch Pawłowo) zugeordnet, der Zeit seines Bestehens zum Kreis Angerburg im Regierungsbezirk Gumbinnen der preußischen Provinz Ostpreußen gehörte.
270 Einwohner waren in Wilkowen im Jahre 1910 registriert. Ihre Zahl stieg bis 1925 auf 279, sank aber bis 1933 auf 233 und betrug 1939 nur noch 194.
Aus politisch-ideologischen Gründen der Vermeidung fremdländisch klingender Ortsnamen wurde Wilkowen am 3. Juni (amtlich bestätigt am 16. Juli) 1938 in „Geroldswalde“ umbenannt. Im Jahre 1945 kam das Dorf in Kriegsfolge mit dem gesamten südlichen Ostpreußen zu Polen und heißt seither „Wilkowo“. Heute ist der Ort Sitz eines Schulzenamtes (polnisch Sołectwo) und eine Ortschaft im Verbund der Stadt- und Landgemeinde Węgorzewo im Powiat Węgorzewski, vor 1998 der Woiwodschaft Suwałki, seither der Woiwodschaft Ermland-Masuren zugehörig.

## Kirche
Vor 1945 war Wilkowen resp. Geroldswalde einerseits in die evangelische Pfarrkirche Angerburg im Kirchenkreis Angerburg innerhalb der Kirchenprovinz Ostpreußen der Kirche der Altpreußischen Union, andrerseits in die katholische Angerburger Kirche Zum Guten Hirten im Dekanat Masuren II (Sitz: Johannisburg, polnisch Pisz) im damaligen Bistum Ermland eingepfarrt.
Heute gehört die katholische Bevölkerung Wilkowos zur Kreuzerhöhungskirche in Olszewo Węgorzewskie im Dekanat Węgorzewo im jetzigen Bistum Ełk (Lyck) der Römisch-katholischen Kirche in Polen, während die evangelischen Kirchenglieder der Kirchengemeinde in Węgorzewo, eine Filialgemeinde der Pfarrei in Giżycko (Lötzen) in der Diözese Masuren der Evangelisch-Augsburgischen Kirche in Polen zugeordnet sind.

## Verkehr
Wilkowo liegt an einer Nebenstraße, die in Prynowo (Prinowen, 1938 bis 1945 Primsdorf) beginnt, die polnische Landesstraße DK 63 (frühere deutsche Reichsstraße 131) kreuzt und bis nach Jakunowo (Jakunowen, 1929 bis 1945 Angertal) führt. Bis zur Trennung der Bahnstrecke Gumbinnen–Angerburg aufgrund der polnisch-russischen Grenzziehung war Klimken (polnisch Klimki) die nächste Bahnstation. Eine Bahnanbindung existiert heute nicht.